# Liste des épisodes d'Inspecteur Barnaby

Cet article présente la liste des épisodes de la série télévisée britannique Inspecteur Barnaby (Midsomer Murders).

## Informations notables
- John Nettles interprétant l'inspecteur Tom Barnaby entre 1997 et 2010 aura donc joué dans 13 saisons et 81 épisodes de la série.

- Neil Dudgeon interprétant le nouvel inspecteur et cousin de l'ancien depuis 2011 (saison 14) aura fin 2021 joué dans 9 saisons et 51 épisodes.

## Épisodes

### Pilote (1997)
1. Meurtres à Badger's Drift (The Killings at Badger's Drift)

### Première saison (1998)
1. Écrit dans le sang (Written in Blood)
2. Mort d'un pantin (Death of a Hollow Man)
3. Fidèle jusqu'à la mort (Faithful Unto Death)
4. Le Masque de la mort (Death in Disguise)

### Deuxième saison (1999)
1. L'Ombre de la mort (Death's Shadow)
2. Le Bois de l'étrangleur (Strangler's Wood)
3. Le Terrain de la mort (Dead Man's Eleven)
4. Et le sang coulera (Blood Will Out)

### Troisième saison (1999-2000)
1. Mort d'un vagabond (Death of a Stranger)
2. Angoisse dans la nuit (Blue Herrings)
3. Le Jour du jugement (Judgement Day)
4. Le Mystère de la tombe (Beyond the Grave)

### Quatrième saison (2000-2001)
1. Le Jardin de la mort (Garden of Death)
2. L'Ange destructeur (Destroying Angel)
3. Vendetta (Electric Vendetta)
4. Qui a tué Cock Robin ? (Who Killed Cock Robin?)
5. Sombre automne (Dark Autumn)
6. Le fruit du péché (Tainted Fruit)

### Cinquième saison (2002)
1. Un village très coté (Market for murder)
2. Le ver dans le fruit (A worm in the bud)
3. Les sonneries de la mort (Ring out your dead)
4. Meurtre dans un collège anglais (Murder on St Malley's Day)

### Sixième saison (2003)
1. Mort en eau trouble (A Talent for Life)
2. Le Parcours du combattant (Death and Dreams)
3. Une touche de sang (Painted in Blood)
4. La Maison de Satan (A Tale of Two Hamlets)
5. Les Oiseaux de proie (Birds of Prey)

### Septième saison (2003-2004)
1. L'Homme du bois (The Green Man)
2. La Réunion des anciennes (Bad Tidings)
3. La Malédiction du tumulus (The Fisher King)
4. Le Prix du scandale (Sins of Commission)
5. La Légende du lac (The Maid in Splendour)
6. Les Femmes de paille (The Straw Woman)
7. Le Fantôme de Noël (Ghosts of Christmas Past)

### Huitième saison (2004-2005)
1. Un cri dans la nuit (Things That Go Bump in the Night)
2. Les Régates de la vengeance (Dead in the Water)
3. Requiem pour une orchidée (Orchis Fatalis)
4. Pari mortel (Bantling Boy)
5. Double Vue (Second Sight)
6. Le Saut de la délivrance (Hidden Depths)
7. L'assassin est un fin gourmet (Sauce For The Goose)
8. Rhapsodie macabre (Midsomer Rhapsody)

### Neuvième saison (2005-2006)
1. La Maison hantée (The House in the Woods)
2. Lettres mortelles (Dead Letters)
3. La Course à l'héritage (Vixen's Run)
4. L'Assassin de l'ombre (Down Among the Dead Men)
5. Quatre enterrements et un mariage (Four Funerals and a Wedding)
6. Ces dames de la campagne (Country Matters)
7. La Mort en chantant (Death in Chorus)
8. Complément d'enquête (Last Year's Model)

### Dixième saison (2006-2008)
1. Danse avec la mort (Dance with the Dead)
2. L'Oncle d'Amérique (The Animal Within)
3. La Chasse au trésor (King's Crystal)
4. Le Blues de l'assassin (The Axeman Cometh)
5. La Randonnée de la mort (Death and Dust)
6. Le Flash de la mort (Picture of Innocence)
7. Le Couperet de la justice (They Seek Him Here)
8. Le Télescope de la mort (Death in a Chocolate Box)

### Onzième saison (2008et2010)
1. Les Noces de sang (Blood Wedding)
2. Fusillé à l'aube (Shot at Dawn)
3. L'assassin est servi (Left for Dead)
4. Macabres découvertes (Midsomer Life)
5. Une alliance maléfique (The Magician's Nephew)
6. Le Crépuscule des héros (Days of Misrule)
7. Le mystère du bois des moines (Talking to the dead)

### Douzième saison (2009-2010)
1. Meurtre sur le green (The Dogleg Murders)
2. Toiles assassines (The Black Book)
3. La guerre des espions (Secrets and Spies)
4. La mort au bout du chemin (The Glitch)
5. Crimes en grandeur nature (Small Mercies)
6. Le monte en l'air (The Creeper)
7. La somnambule (The Great and the Good)

### Treizième saison (2010-2011)
1. Meurtres sur mesure  (The Made to Measure Murders)
2. L'épée de Guillaume  (The Sword of Guillaume)
3. Du sang sur les éperons  (Blood on the Saddle)
4. Les fantômes de March Magna  (The Silent Land)
5. La musique en héritage  (Master Class)
6. Mort par K.O.  (The Noble Art)
7. La bataille des urnes  (Not in My Backyard)
8. Régime fatal (Fit For Murder)

### Quatorzième saison (2011-2012)
1. Hors circuit (Death in the Slow Lane)
2. Drame familial (Dark Secrets)
3. Échos du passé (Echoes of the Dead)
4. Crimes imparfaits (The Oblong Murders)
5. Le dormeur sous la colline (The Sleeper Under The Hill)
6. La nuit du cerf (The Night of the Stag)
7. Une foi sacrée (A Sacred Trust)
8. Un oiseau rare (A Rare Bird)

### Quinzième saison (2012-2013)
1. Le cavalier sans tête (The Dark Rider)
2. La Liste noire (Murder of Innocence)
3. Le principe d'incertitude (Written In The Stars)
4. La mort et les divas (Death and the Divas)
5. La défense sicilienne (The Sicilian Defence)
6. Leçons de cruauté (Schooled in Murder)

### Seizième saison (2013-2014)
1. Frissons de Noël (The Christmas Haunting)
2. Colère Divine  (Let Us Prey)
3. Défunts gourmets  (Wild Harvest)
4. L'aéroclub  (The Flying Club)
5. Les meurtres de Copenhague  (The Killings at Copenhagen)

### Dix-septième saison (2015)
1. Règlements de comptes à la roulette (The Dagger Club)
2. Meurtre par enchantement (Murder by magic)
3. La ballade du comté de Midsomer (The Ballad of Midsomer County)
4. Tuer avec modération (A Vintage murder)

### Dix-huitième saison (2016)
1. Habeas Corpus (Habeas Corpus)
2. L'incident de Cooper Hill (The Incident at Cooper's Hill)
3. Chaînes brisées (Breaking the Chain)
4. Sculptures et sépultures (A Dying Art)
5. Le trésor des Milson (Saints and Sinners)
6. Moissons d'âmes (Harvest of Souls)

### Dix-neuvième saison (2016-2017)
1. Le Village fantôme (The Village That Rose from the Dead)
2. Crime et châtiment (Crime and Punishment)
3. Le dernier capitaine (Last Man Out)
4. De fourrure et de sang (Red in Tooth & Claw)
5. Mort par conviction (Death by Persuasion)*
6. La malédiction de la Neuvième (The Curse of the Ninth)

- note: la version française diffusée sur Ici-Télé (Radio-Canada) porte le titre original)

### Vingtième saison (2019-2020)
1. La légende du frère Jozef (The Ghost of Causton Abbey)
2. L'effet papillon (Death of the Small Coppers)
3. La femme interdite (Drawing Dead)
4. Les lions de Causton (The Lions of Causton)
5. Jusqu'à ce que le meurtre nous sépare (Till Death Do Us Part)
6. Faites entrer les clowns (Send in the Clowns)

### Vingt-et-unième saison (2020)
1. Le Point d'équilibre (The Point of Balance)
2. Meurtres en miniature (The Miniature Murders)
3. Du miel et du fiel (The Sting of Death)
4. Le monstre du lac (With Baited Breath)

### Vingt-deuxième saison (2021-2023)
1. Le Loup-Chasseur (The Wolf Hunter of Little Worthy)
2. Le Cercle des couturés (The Stitcher Society)
3. La mort n'est pas un jeu (Happy Families)
4. Epouvantables épouvantails (The Scarecrow Murders)
5. La monnaie de leur pièce (For Death Prepare)
6. Les Sorcières d'Angel's Rise (The Witches of Angel's Rise)

### Vingt-troisième saison (2022-2023)
1. La fin du monde  (The Blacktrees Prophecy)
2. Secrets et mensonges (The Debt of Lies)
3. Qui sème le vent (A Grain of Truth)
4. Effet domino (Dressed to Kill)

### Vingt-quatrième saison (2023)
1. L'œuvre du démon  (The Devil’s Work)
2. Le livre des morts (Book of the Dead)
3. Toutes griffes dehors (Claws Out)
4. Un climat de mort (Climate of Death)